# Dodonoúpoli
Dodonoúpoli (Dodonoupoli) är en ort i Grekland.   Den ligger i prefekturen Nomós Ioannínon och regionen Epirus, i den nordvästra delen av landet, 300 km nordväst om huvudstaden Aten. Dodonoúpoli ligger 676 meter över havet och antalet invånare är 129.
Terrängen runt Dodonoúpoli är kuperad åt nordost, men åt sydväst är den bergig. Terrängen runt Dodonoúpoli sluttar norrut.Runt Dodonoúpoli är det ganska tätbefolkat, med 100 invånare per kvadratkilometer. Närmaste större samhälle är Ioánnina, 13,2 km norr om Dodonoúpoli. Trakten runt Dodonoúpoli består till största delen av jordbruksmark.